# Рикса от Силезия
Рикса от Силезия (известна още с имената Ришка, Рихеза, Рихенза и Рикилда, на полски: Ryksa Polska or Śląska; на испански: Riquilda de Polonia) е полска княгиня от династията на Пястите, която чрез трите си брака става последователно кралица на Кастилия и Леон (1152 – 1157), графиня на Прованс и графиня на Еверщайн.

## Произход и ранни години
Родена е около 1140 г. във Вроцлав. Дъщеря е на полския княз Владислав II Изгнаник († 1159) и на Агнес Бабенберг († 1157/1163). По майчина линия Рикса е внучка на австрийския маркграф Леополд III и Агнес от Вайблинген. Тя е племенница на германския крал Конрад III и братовчедка на император Фридрих I Барбароса.
През 1146 г. семейството на Владислав II е прогонено от Полша и след кратък период на престой в Чехия се установява в Германия, където Конрад III приютява семейството в саксонския замък Алтенбург.

## Кралица на Кастилия и Леон
През 1151 г. кралят на Кастилия и Леон Алфонсо VII († 21 август 1157) обявява желанието си да сключи съюз с германския крал Конрад III, който да се скрепи с династичен брак. Като най-подходяща бъдеща съпруга за кастилския крал по това време е определена племенницата на Конрад III Рикса. Алфонсо VII и Рикса се женят между октомври и декември 1152 г. В Кастилия Рикса става известна като Рикилда (Reina Riquilda).
Рикса ражда на Алфонсо VII две деца:
- Фернандо Кастилски (* 1153; † сл. 1155);
- Санча Кастилска (*1155; † 1208), омъжена за арагонския крал Алфонсо II Арагонски.

Алфонсо VII Кастилски умира по време на битка срещи маврите при Сиера Морена на 21 август 1157 г. По негово желание Кралство Кастилия и Леон е поделено между двамата му синове от Беренгела Барселонска, като Санчо III задържа Кастилия, а Фернандо II управлява в Леон.

## Следващи години

### В Арагон и Торино
Отношенията между Рикса и заварените ѝ синове бързо се влошават, особено след като Санчо III обявява война на барселонския граф Рамон Беренгер IV, който е баща на бъдещия съпруг на Санча – дъщерята на Рикса. Разклатените отношения между Фернандо II и свещения римския император Фридрих Барбароса, братовчед на Рикса, и антипапа Виктор IV допълнително обтягат отношенията между краля и Рикса, която през 1159 г. се установява в Арагон, където жени дъщеря си Санча за арагонския престолонаследник Алфонсо II. По-късно Рикса пристига в Торино при братовчед си Фридрих Барбароса, който по това време се подготвя за италианските си походи.

### Графиня на Прованс
В Арагон Рикса среща графа на Прованс Раймон Беренгар II (* 1135, † 1166), който е племенник на барселонския граф Рамон Беренгер IV. Въпреки че се влюбват взаимно, връзката им притежава и чисто политически характер, тъй като Раймон Беренгер II подкрепя антипапа Виктор IV срещу папа Александър III, който от своя страна подкрепя аспирациите на френския крал Луи VIII.
Графство Прованс заема стратегическо положение между Франция и италианските владения на Фридрих Барбароса, който се опитвал да затвърди влиянието си върху Прованс. Бракът между Рикса и Рамон Беренгер II, от една страна, би спечелил на последния важен съюзник срещу рода Бо, който оспорва властта му в Прованс. От друга страна, сродяването с графа на Прованс е важна стъпка за Фридрих Барбароса в разбиването на съюза между Франция, Кастилия и барселонския граф. Така след година и половин преговори през 1161 г. Рикса и граф Раймон Беренгер II най-накрая сключват брак. Рикса ражда на графа на Прованс една дъщеря – Дулция II (* 1165; † 1172).

### Годеж с Раймон II (граф на Тулуза)
През 1166 г. Рикса овдовява повторно, тъй като граф Раймон Беренгер II е убит по време на обсадата на Ница. Скоро след неговата смърт се появяват нови планове за омъжването на Рикса. Този път император Фридрих Барбароса я сгодява за графа на Тулуза Раймон II († 1166), чийто син, от друга страна, сгодява за дъщерята на Рикса Дулция. Чрез този двоен династичен ход графът на Тулуза се опитва да се сближи с императора, от една страна, и да придобие контрол над Прованс, от друга. Тези планове обаче са провалени от зета на Рикса – арагонския крал Алфонсо II, който започва осемгодишна война срещу графа на Тулуза.

### Графиня на Еверщайн
През 1167 г. Рикса се омъжва за трети път. Новият ѝ съпруг е Албрехт III фон Еверщайн, граф на Еверщайн (1135 – 1197/1202), който оказва помощ на Фридрих Барбароса срещу гвелфите. Рикса се установява при новия си съпруг в Германия и оттам насетне тя става известна като графиня Рихеза фон Еверщайн. От този брак се раждат двама сина:
- Алберт III (Албрехт IV) фон Еверщайн (* 1170; † 19 септември 1214)
- Конрад II фон Еверщайн († 1233)

За живота на Рикса в Германия не е известно почти нищо. Умира на 16 юни 1185 г.